# Spania kyushuensis
Spania kyushuensis är en tvåvingeart som beskrevs av Akira Nagatomi och Saigusa 1982. Spania kyushuensis ingår i släktet Spania och familjen snäppflugor. Inga underarter finns listade i Catalogue of Life.